# 胡立德
胡立德（英語：David L. Hu；1979年—）是美國喬治亞理工學院的一位流體力學及生物物理學專家，他現時是机械工程与生物学系的副教授，利用高速照相機，透過研究「从动物身上寻找有助于制造机器人的潜质」。當中部份研究是利用其流體力學的專業去解釋有關流體（例如：雨點及排尿）對動物的影響，令他獲得菠萝科学奖及搞笑諾貝爾獎。在2003年8月和2005年9月分別以「昆蟲在水上行走」及「昆蟲如何爬上岸」為題，兩度登上《自然雜誌》的封面。
他最為人所知的研究，是他與楊佩良（Patricia J. Yang）及其他兩位同事透過比對動物園內所有體重在3公斤以上的哺乳動物的排尿時間的對數值及動物的體重，發現兩者有線性關係。研究結果表明：幾乎都可以在21±13秒之內完成排尿，關鍵在於牠們的尿道的構造，令排尿的效率提高了3,600倍。這項研究令他們四人獲得2015年搞笑諾貝爾獎物理學獎。
胡立德與楊佩良於2019年再度獲頒搞笑諾貝爾獎物理學獎，他們的研究團隊之研究主題為袋熊如何以及為何製作立方體形狀的糞便。
由於胡立德熱愛運動，加上大學生時曾任大學男子體操隊成員，他在出席菠萝科学奖時還在台上打側手翻。